# Nachum Chet
Nachum Chet (hebrejsky: נחום חת, žil 1896 – 15. ledna 1990) byl sionistický aktivista, izraelský politik a poslanec Knesetu za stranu Všeobecní sionisté.

## Biografie
Narodil se v Oděse v tehdejší Ruské říši (dnes Ukrajina). Získal židovské základní vzdělání, studoval na gymnáziu v Oděse a na Oděské univerzitě. Studoval také právo na právní škole v Jeruzalému a získal osvědčení pro výkon profese právníka. V roce 1919 přesídlil do dnešního Izraele, kde se usadil v Haifě.

## Politická dráha
V mládí se zapojil do činnosti sionistické organizace Ce'irej Cijon. V roce 1917 se stal místopředsedou sportovní židovské organizace Makabi v Rusku. V letech 1935–1939 zasedal ve správní radě hnutí Makabi na území dnešního Izraele. V letech 1944–1948 byl členem Židovské národní rady. Byl právním poradcem vrchního velení jednotek Hagana a později ministerstva obrany. Zasedal v městské samosprávě v Haifě. V letech 1951–1956 byl předsedou Izraelského olympijského výboru v roce 1957 se stal předsedou světové organizace Makabi.
V izraelském parlamentu zasedl po volbách v roce 1951, kdy kandidoval za Všeobecné sionisty. Byl předsedou parlamentního výboru pro záležitosti vnitra a členem výboru pro ústavu, právo a spravedlnost, výboru pro veřejné služby, výboru pro vzdělávání a kulturu a výboru práce. Předsedal podvýboru pro zákon na ochranu nájemníků a společnému výboru pro tělesnou výchovu.